# Kolonien Station
Kolonien Station (Kolonien holdeplass) var en jernbanestation på Gjøvikbanen, der lå i Gjøvik kommune i Norge.
Stationen blev oprettet som trinbræt 20. juni 1929. Den blev nedlagt 2. juni 1985.